# David Reinhardt
Pour les articles homonymes, voir Reinhardt.
David Reinhardt, né le 23 décembre 1986 à Longjumeau, est un guitariste français de jazz manouche.

## Biographie
Il est le fils de Babik Reinhardt et le petit-fils de Django Reinhardt.
Il fait ses premières armes à l'âge de six ans accompagné de son père Babik aux Djangodor en 1993. Depuis, il joue dans de nombreuses formations de jazz manouche avec notamment le nouveau trio gitan de Christian Escoudé (où il reprend la place de son père), mais aussi Noé Reinhardt, Romane, Stochelo Rosenberg...
Parallèlement, il a créé le David Reinhardt Trio en 2008. Le trio actuel, avec Yoann Serra à la batterie et Florent Gac à l'orgue Hammond, s'éloigne beaucoup du style manouche.
En 2020, David rentre à l'école biblique ressentant un appel à prêcher la bonne nouvelle, il se prépare à être pasteur, mais n'abandonne pas pour autant la musique.
David Reinhardt a collaboré étroitement avec Étienne Comar pour la réalisation du film Django.

## Discographie
- 2004 : Le Collectif [swing manouche]
- 2004 : David Reinhardt Trio (avec Noé Reinhardt et Samy Daussat, RDC Records)
- 2008 : David Reinhardt Trio and Guests: The Way of Heart (avec Yoann Serra et Florent Gac, Cristal Records)
- 2011 : David Reinhardt Trio : Colombe, Cristal Records
- 2015 : Spiritual Project  chez Cristal Records .

### Participations
- 2005 : Samy Daussat : Bloc-Notes
- 2008 : Christian Escoudé : 20 Ans de Trio Gitan (Nocturne)
- 2009 : Samy Daussat Trio : La petite famille, invité David Reinhard
- 2010 : 100 ans de Reinhardt : Django, Babik, David (Cristal Records)
- 2010 : Une Histoire en cours (Label Ouest)

Il a également participé aux compilations Jazz manouche publiées chez Wagram Music :
- 2005 : Jazz manouche Vol 1
- 2007 : Jazz manouche Vol 3, sélection par Thomas Dutronc
- 2008 : Jazz manouche Vol 4, sélection par Sanseverino
- 2010 : Jazz manouche Vol 6, sélection par David Reinhardt

## Publications
- Méthode de guitare manouche   : DVD pédagogique réalisé avec  Samy Daussat  et produit par les éditions Coups de pouces.
- Babik l'enfant du voyage   : Livre CD dans la collection « les contes du Musée de la Musique » réalisé avec  Costel Nitescu et Richard Manetti[3].